# علم وطني
العلم الوطني هو العَلَم الذي يمثل البلد بأسرها، وهو الذي يظهر على المؤسسات الحكومية ويقوم المواطنون برفعه في المناسبات والأيام الوطنية.
يعد العلم الوطني رمزاً للسيادة الوطنية، ودليلاً على استقلالها ووحدة أراضيها.

## التاريخ
كان الأعلام والرايات تستخدم بشكل أساسي في الحروب، ولكن ظهور الأعلام الوطنية في أوروبا في أواخر القرن الثامن عشر وأوائل القرن التاسع عشر كان مترافقاً مع ظهور النزعات القومية، والتي أدت إلى إظهار الأعلام الوطنية ضمن السياق المدني.